# Coelophrys arca
Coelophrys arca es una especie de pez del género Coelophrys, familia Ogcocephalidae. Fue descrita científicamente por Smith & Radcliffe en 1912.
Se distribuye por el Pacífico Central Occidental: Filipinas y mar de Banda, Indonesia. La longitud total (TL) es de 4,1 centímetros.
Está clasificada como una especie marina inofensiva para el ser humano.